# 養老
養老（ようろう、旧字体：養󠄁老）は、日本の元号。霊亀の後、神亀の前。717年から724年までの期間を指す。この時代の天皇は元正天皇。

## 改元
- 霊亀3年11月17日（ユリウス暦717年12月24日）：養老の滝命名に因んで改元。
- 養老8年2月4日（ユリウス暦724年3月3日）：神亀に改元。

## 養老年間の出来事
- 元年（717年）
  - 4月23日 - 行基の活動を禁圧する。
- 2年（718年）
  - 5月2日 - 能登国・安房国を建てる。
  - 藤原不比等、養老律令を選定する。
- 3年（719年）
  - 9月 - 天下の民戸に陸田を給する。
- 4年（720年）
  - 2月 - 隼人の反乱勃発。
  - 5月 - 『日本書紀』完成、撰上。
  - 8月 - 藤原不比等没（63）。
- 5年（721年）
  - 6月 - 諏方国を建てる。
- 6年（722年）
  - 4月 - 良田100万町の開墾を計画する。
- 7年（723年）
  - 4月17日 - 田地開墾のため、三世一身法施行する。
- 8年（724年）
  - 2月4日 - 元正天皇が退位し聖武天皇が即位

### 誕生
- 2年 - 孝謙天皇

### 死去
- 4年
  - 8月3日 - 藤原不比等
- 5年
  - 12月7日 - 元明太上天皇
- 7年
  - 7月6日 - 太安万侶

## 西暦との対照表
※は小の月を示す。
| 養老元年（丁巳） | 一月     | 二月※ | 三月※ | 四月  | 五月※   | 六月※ | 七月  | 八月※   | 九月  | 十月  | 十一月※ | 十二月  |          |
| ---------------- | -------- | ----- | ----- | ----- | ------- | ----- | ----- | ------- | ----- | ----- | ------- | ------- | -------- |
| ユリウス暦       | 717/2/16 | 3/18  | 4/16  | 5/15  | 6/14    | 7/13  | 8/11  | 9/10    | 10/9  | 11/8  | 12/8    | 718/1/6 |          |
| 養老二年（戊午） | 一月     | 二月  | 三月※ | 四月※ | 五月    | 六月※ | 七月※ | 八月    | 九月※ | 十月  | 十一月※ | 十二月  |          |
| ユリウス暦       | 718/2/5  | 3/7   | 4/6   | 5/5   | 6/3     | 7/3   | 8/1   | 8/30    | 9/29  | 10/28 | 11/27   | 12/26   |          |
| 養老三年（己未） | 一月     | 二月  | 三月※ | 四月  | 五月※   | 六月  | 七月※ | 閏七月※ | 八月  | 九月※ | 十月    | 十一月※ | 十二月   |
| ユリウス暦       | 719/1/25 | 2/24  | 3/26  | 4/24  | 5/24    | 6/22  | 7/22  | 8/20    | 9/18  | 10/18 | 11/16   | 12/16   | 720/1/14 |
| 養老四年（庚申） | 一月     | 二月※ | 三月  | 四月  | 五月※   | 六月  | 七月※ | 八月※   | 九月  | 十月※ | 十一月  | 十二月※ |          |
| ユリウス暦       | 720/2/13 | 3/14  | 4/12  | 5/12  | 6/11    | 7/10  | 8/9   | 9/7     | 10/6  | 11/5  | 12/4    | 721/1/3 |          |
| 養老五年（辛酉） | 一月     | 二月※ | 三月  | 四月  | 五月※   | 六月  | 七月※ | 八月    | 九月  | 十月※ | 十一月※ | 十二月  |          |
| ユリウス暦       | 721/2/1  | 3/3   | 4/1   | 5/1   | 5/31    | 6/29  | 7/29  | 8/27    | 9/26  | 10/26 | 11/24   | 12/23   |          |
| 養老六年（壬戌） | 一月※    | 二月  | 三月※ | 四月  | 閏四月※ | 五月  | 六月  | 七月※   | 八月  | 九月  | 十月※   | 十一月  | 十二月※  |
| ユリウス暦       | 722/1/22 | 2/20  | 3/22  | 4/20  | 5/20    | 6/18  | 7/18  | 8/17    | 9/15  | 10/15 | 11/14   | 12/13   | 723/1/12 |
| 養老七年（癸亥） | 一月※    | 二月  | 三月※ | 四月  | 五月※   | 六月  | 七月※ | 八月    | 九月  | 十月※ | 十一月  | 十二月  |          |
| ユリウス暦       | 723/2/10 | 3/11  | 4/10  | 5/9   | 6/8     | 7/7   | 8/6   | 9/4     | 10/4  | 11/3  | 12/2    | 724/1/1 |          |
| 養老八年（甲子） | 一月※    | 二月※ | 三月  | 四月※ | 五月※   | 六月  | 七月※ | 八月    | 九月  | 十月  | 十一月※ | 十二月  |          |
| ユリウス暦       | 724/1/31 | 2/29  | 3/29  | 4/28  | 5/27    | 6/25  | 7/25  | 8/23    | 9/22  | 10/22 | 11/21   | 12/20   |          |